# 오쿠보촌 (교토부)
오쿠보촌(일본어: 大久保村)은 일본 교토부 구세군에 설치되었던 촌이다. 현재의 우지시에 해당한다.